# تعلقه گرهی یاسین
تعلقه گرهی یاسین (به انگلیسی: Garhi Yasin Taluka) یک تحصیل در پاکستان است که در ایالت سند واقع شده‌است.